# Microrregión de Iguatemi
La microrregión de Iguatemi es una de las microrregiones del estado brasileño de Mato Grosso del Sur perteneciente a la mesorregión del Sudoeste de Mato Grosso del Sur. Su población, según el Censo IBGE en 2010, es de 226.179 habitantes y está dividida en 16 municipios. Posee un área total de 22.446,777 km², siendo superior el área ocupada por Sergipe.

## Municipios
- Angélica
- Coronel Sapucaia
- Deodápolis
- Eldorado
- Glória de Dourados
- Iguatemi
- Itaquiraí
- Ivinhema
- Japorã
- Jateí
- Mundo Nuevo
- Naviraí
- Novo Horizonte del Sur
- Paranhos
- Siete Quedas
- Tacuru

- Datos: Q2667151